# Calosota hirsutioculus
Calosota hirsutioculus är en stekelart som först beskrevs av Girault 1925.  Calosota hirsutioculus ingår i släktet Calosota och familjen hoppglanssteklar. Inga underarter finns listade.